# اجناسيو اندرادي
اجناسيو اندرادي (بالإسبانية: Ignacio Andrade) (و. 1839 – 1925 م) هو سياسي، ودبلوماسي من فنزويلا ولد في ماردة.